# 모르텐 토르스뷔
모르텐 토르스뷔(노르웨이어: Morten Thorsby, 1996년 5월 5일 ~ )는 노르웨이의 축구 선수로, 현재 이탈리아 세리에 A의 제노아에서 미드필더로 활약하고 있다.